# Puéllaro
Puéllaro es una localidad ubicada en el Distrito Metropolitano de Quito, en la zona norcentral de la provincia de Pichincha, Ecuador.

## Historia
Los asentamientos de Perucho y Puéllaro habrían sido establecidos por el español  Dante Terán, compañero expedicionario de  Sebastián de Benalcázar, a finales de 1534, sobre antiguos territorios caranquis e incas. Ya en la etapa republicana de Ecuador, tras pertenecer por casi tres siglos a la jurisdicción de Perucho, la localidad es reconocida como parroquia rural el 25 de mayo de 1861, dentro del cantón Quito.
Sobre la etimología del topónimo «Puéllaro», se ha generalizado la versión que explica la palabra como un neologismo creado en referencia al explorador Pedro de Puelles.

## Geografía
La parroquia se encuentra a 69 kilómetros de la ciudad de Quito, a través de la carretera Panamericana Norte. Ubicada en la hoya del río Guayllabamba, su altitud aproximada es de 2063 metros sobre el nivel de mar, con un clima de tipo templado seco y frío.
Limita por el norte con la parroquia de Perucho, por el sur con la parroquia Malchinguí del cantón Pedro Moncayo, por el este con el nudo de Mojanda Cajas, y por el oeste con el río Guayllabamba.
Para llegar a Puéllaro, se puede ir por San Antonio de Pichincha, la carretera es de primer orden, es asfaltada y doble carril, son 32 Km. Y tiempo estimado de 44 minutos.  La vista del barranco del rio Guayllabamba es extraordinaria.

## Economía
La zona de Puéllaro es esencialmente agrícola y avícola. Destaca la producción de frutos de clima seco templado como aguacates y chirimoyas. Sin embargo, la principal actividad de la zona es la crianza de pollos, que provee de huevos a gran parte de la provincia de Pichincha y sur de Imbabura. En las comunidades interiores de la parroquia, a mayor altura, se cultivan maíz, fréjol, mellocos, trigo y cebada y se practica la crianza para autoconsumo de cuyes, chivos, borregos y cerdos.
Gran parte de la población local ha emigrado de manera temporal y permanente a la cercana ciudad de Quito y otros países.

## Turismo
Puéllaro forma parte de la denominada Ruta Escondida de la provincia de Pichincha, integrada también por las parroquias rurales de Perucho, Chavezpamba, Atahualpa y Minas. Entre sus atractivos naturales destaca el páramo y bosque de Sachapungo, cerca de la comuna de Coyagal. Otro sitio turístico es el denominado Encañonado de los Tayos, una galería de cuevas subterráneas ubicadas cerca de la comuna de Alchipichí.
La parroquia celebra anualmente la denominada Fiesta de San Pedro de Puéllaro, entre el 22 y el 30 de junio, con diversos eventos culturales y folclóricos. Otra tradición de la localidad es el personaje conocido como «El Animero», quien recorre las calles de Puéllaro durante la medianoche de finados (2 de noviembre), rezando por el descanso de las almas del purgatorio.

## Organización Territorial
La Junta Parroquial o GAD de Puéllaro es el órgano de gobierno local, mismo que también trabaja en coordinación con la Alcaldía de Quito y la Prefectura de Pichincha. Puéllaro se divide en las siguientes comunas:
- Puéllaro (cabecera parroquial)
- Aloguincho
- Alchipichí
- Coyagal
- Pinguilla
- Pedro Saá